# Voschod 2
Voschod 2 (Восход 2) byla druhá vícemístná pilotovaná loď ze sovětského vesmírného programu Voschod, vypuštěná v roce 1965. Dle katalogu COSPAR získala zařazení 1965-022A. Posádku tvořili kosmonauti Pavel Běljajev a Alexej Leonov.

## Cíl letu
Hlavním cílem tohoto letu bylo uskutečnit první výstup člověka do volného kosmického prostoru.

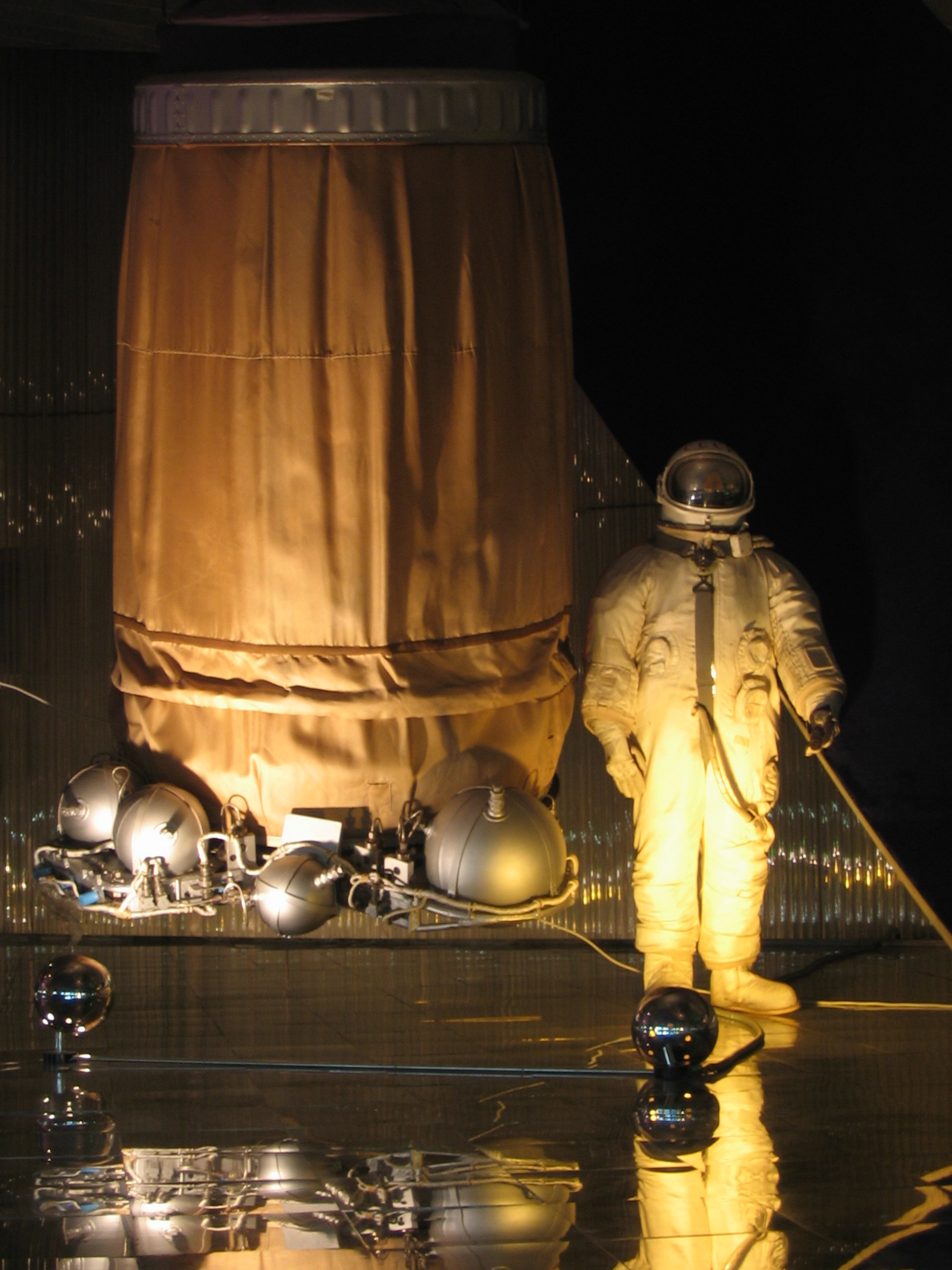
Nafukovací přechodová komora a skafandr použitý Leonovem při výstupu do vesmíru

## Průběh letu
Loď vážící 5682 kg odstartovala z kosmodromu Bajkonur na území Kazachstánu 18. března 1965 ráno. Oba kosmonauti zůstali po celou dobu (26 hodin) trvání letu v skafandrech. K druhému poklopu lodi byla připevněna nafukovací přechodová kabina. Už při druhém obletu Země se Leonov s pomocí Běljajeva vystrojil pro výstup z lodě a přes přechodovou komoru vystoupil přivázán na 5 metrů dlouhém laně vně lodě a plul volně prostorem. Tyto výstupy byly později označeny EVA a Leonov byl v jejich historii první. S pomocí lana a pohybů se snažil svůj let řídit sledován televizní a filmovací kamerou. Po 12 minutách se vrátil do kabiny. Podle slov Leonova došlo k nafouknutí skafandru na míru větší než předpokládanou a proto se nemohl vrátit do kabiny jak bylo v plánu nohama napřed, ale hlavou napřed. Aby se mohl v přechodové komoře obrátit, tak musel využít všechnu sílu co měl. Bylo velké štěstí, že Leonov měl velmi dobrou fyzickou kondici. Jinak by tento nikdy necvičený manévr nezvládl a do kabiny by se nedostal. V tom případě by musel Běljajev, dle cvičeného scénáře, dehermetizovat celou loď a Leonova zkusit vtáhnout do kabiny. Přistát bez Leonova by podle Leonovových slov nikdy nezkusil. Leonov toto otočení vymyslel a zvládl bez jakékoli konzultace s Běljajevem či pozemním centrem. Podle jeho slov na to ani neměl čas, protože se blížil okamžik, kdy Voschod vejde do zemského stínu (cca 3-4 minuty). Leonov se musel v přechodové komoře otočit, aby zajistil důkladné zavření vnějšího uzávěru, což v komoře, která je široká 120 cm, je u téměř neohybného skafandru dlouhého 1,9 m a širokého 0,68 m opravdu obtížný úkol. Leonov vypotil 6 litrů potu, tep měl 190 za minutu, ale dokázal to.
Problémy ale nekončily, při uzavření vnějšího průlezu došlo ke špatnému dosednutí poklopu a malou škvírou unikala vnitřní atmosféra. Systém podpory života na to reagoval zvýšeným vývinem kyslíku, takže hrozilo, že kosmonauti budou tak vysokou koncentrací čistého kyslíku poškozeni a zemřou stejně jako Valentin Bondarenko při výcviku. Nakonec pomohla náhoda. Po sedmi hodinách boje s nastalou situací kosmonauti ve skafandrech usnuli. Ve spánku Leonov zavadil skafandrem o páku rozvodu kyslíku a tlak se rychle ještě zvýšil. Tímto tlakem došlo k zatěsnění poklopu a životní podmínky se na lodi rychle vrátily do normálu.

## Závěr letu
Během 17. obletu Země měl začít automaticky řízený sestup. Kvůli poruše automatiky převzal řízení Běljajev a podařilo se mu přistát i přes velké přetížení o jeden oběh později 19. března v 10 hodin dopoledne do zasněžené tajgy 180 km severozápadně od města Perm v RSFSR, tedy 2000 km od plánovaného místa přistání. V místě bylo -25 °C a po ramena sněhu. Až večer kosmonauty nalezl první pátrací letoun a shodil jim teplé oblečení, které se ale zachytilo v koruně stromu, protože zde přistát kvůli stromům nemohl. Toto oblečení tedy nemohli kosmonauti použít. Podle vzpomínek Leonova se svlékli do naha. Vyždímali zpocené oblečení a zase ho oblékli. Leonov měl totiž po přistání ve skafandru po kolena potu. Noži odřezali pevné součásti skafandru. Obalili se kusy izolační tkaniny z vnitřního obložení Vostoku. Použili také kusy popruhů z přistávacího padáku. Takto vybaveni se dokázali ve vnějším prostředí pohybovat a získat dřevo na oheň, díky kterému se přes noc zahřáli. Noc v mrazu přečkali, ráno k nim na lyžích dorazil záchranný oddíl, který na místě vybudoval malý srub, ve kterém nad ohněm umístili velkou nádobu, do které si Leonov s Běljajevem vlezli a pořádně se vykoupali. Teprve třetí den se všichni na lyžích vydali do 9 km vzdáleného stanoviště k improvizované přistávací ploše vrtulníku. Aby zde vrtulník přistál, bylo nutné vykácet větší množství stromů. Vrtulník je následně odvezl do města Perm.

## Posádka
- Pavel Běljajev, velitel lodě
- Alexej Leonov, druhý pilot

### Záložní posádka
- Viktor Gorbatko
- Jevgenij Chrunov

## Film
O letu Voschodu 2 a výstupu do kosmu pojednává ruský film První ve vesmíru (rusky Время первых) z roku 2017. Leonova v něm ztvárnil herec Jevgenij Mironov, Běljajeva Konstantin Chabenskij.